# 圣阿马鲁
聖阿馬魯（葡萄牙語：Santo Amaro），又稱為Santo Amaro da Purificação，是巴西巴伊亚州的一个市镇。位於薩爾瓦多的郊區，总面积518.26平方公里，总人口61516人，人口密度118.7人/平方公里。